# Dead (chanson de Madison Beer)
Pour les articles homonymes, voir Dead (homonymie).
Singles de Madison Beer
Something Sweet
(2015) Say It To My Face
(2017)
Dead est un single musical de la chanteuse Madison Beer extrait de son EP As She Pleases (2018).

## Classements
| Classement (2017)            | Meilleure position |
| ---------------------------- | ------------------ |
| Royaume-Uni (UK Indie Chart) | 34                 |

## Certification
| Pays                  | Certification |
| --------------------- | ------------- |
| Australie (ARIA)      | Platine       |
| Canada (Music Canada) | Platine       |
| Royaume-Uni (BPI)     | Argent        |
| États-Unis (RIAA)     | Or            |